# Xe phượt

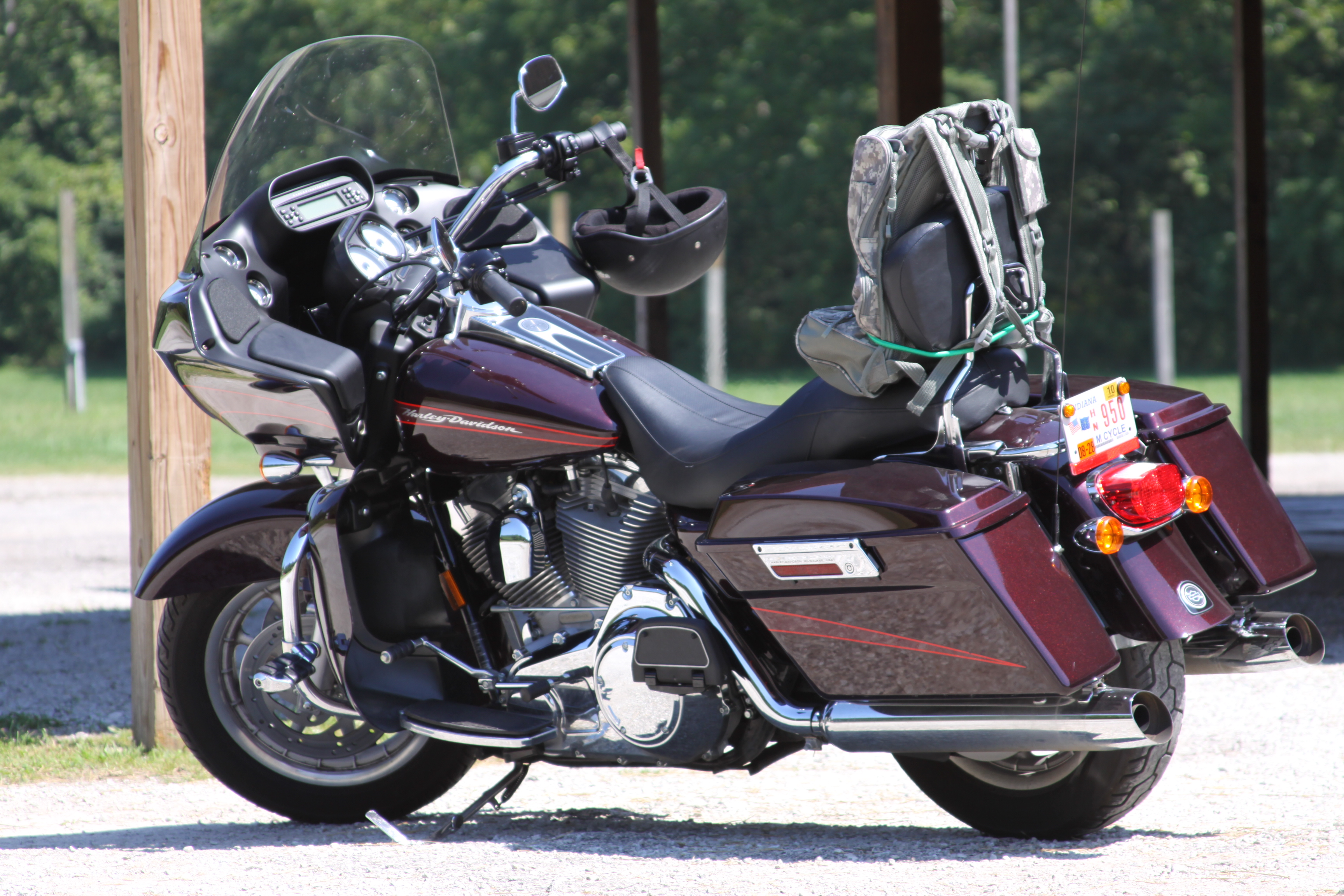
Xe phượt dòng Road Glide của hãng Harley-Davidson.

Xe phượt hay xe đi phượt hay còn gọi là xe máy chạy đường dài, là một loại xe môtô và xe gắn máy được thiết kế dành cho mục đích đi phượt. Mặc dù đại đa phần xe máy nào cũng có thể được dùng cho mục đích này, nhưng các nhà sản xuất vẫn đang phát triển các mẫu xe chuyên dụng được thiết kế nhắm đến các nhu cầu riêng của những tay lái này. Xe đi phượt thường có chụp thông gió tháo rời lẫn kính chắn gió lớn đủ cung cấp khả năng bảo vệ cấp độ cao trước gió và điều kiện thời tiết, bình nhiên liệu dung tích lớn dùng cho chặng đường dài giữa các lần đổ đầy, động cơ với lượng lớn mã lực của dòng sản phẩm cấp thấp, cùng với vị trí ngồi thoải mái và thẳng đứng hơn so với xe thể thao.